# Faribault County
Faribault County är ett administrativt område i delstaten Minnesota i USA, med 14 553 invånare. Den administrativa huvudorten (county seat) är Blue Earth.

## Politik
Faribault County röstar i regel republikanskt. Republikanernas kandidat har vunnit området i samtliga presidentval under 2000-talet. I valet 2016 vann republikanernas kandidat med siffrorna 62,9 procent mot 29,1 för demokraternas kandidat, vilket var den största segern i området för en republikansk kandidat sedan valet 1972. Området har röstat för republikanerna i samtliga presidentval sedan 1892 utom 1912, 1932, 1936, 1948, 1964 och 1996.

## Geografi
Enligt United States Census Bureau har countyt en total area på 1 869 km². 1 848 km² av den arean är land och 21 km² är vatten.   

### Angränsande countyn
- Blue Earth County - nord
- Waseca County - nordost
- Freeborn County - öst
- Winnebago County, Iowa - sydost
- Kossuth County, Iowa - sydväst
- Martin County - väst